# The Ivy League
The Ivy League var en brittisk musikgrupp som bildades 1964. Gruppen bestod av John Carter, Ken Lewis och Perry Ford. 
The Ivy League hade två större hits, "Funny How Love Can Be" och "Tossin' And Turnin' ".

## Diskografi (urval)
Album
- This is the Ivy League (1965)
- Sounds of the Ivy League (1967)
- Tomorrow is Another Day (1969)

Singlar (topp 100 på UK Singles Chart)
- "Funny How Love Can Be" (1965) (#8)
- "That's Why I'm Crying" (1965) (#22)
- "Tossing and Turning" (1965) (#3)
- "Willow Tree" (1966) (#50)